# Recuva
Recuva ist eine Software zur Datenwiederherstellung für Festplattenlaufwerke und Wechseldatenträger. Es ist mit Windows ab Windows XP kompatibel und unterstützt auch 64-Bit-Systeme.
Der Hersteller gibt an, dass das Programm verloren gegangene Dateien sowohl auf Windows-Computern als auch auf Speicherkarten und MP3-Playern wiederherstellt.
Neben der kostenlos installierbaren Version gibt es eine kostenpflichtige Pro-Version und eine kostenlose portable Version als rcvPortable.
Bei chip.de wurde das Programm bis Juni 2016 4,4 Millionen Mal heruntergeladen.

## Funktionen
- Wiederherstellung gelöschter Dateien auf Computern
- Wiederherstellung von Dateien auf formatierten Datenspeichern
- Wiederherstellung von Musik, Videos, E-Mails und Dokumenten (Zusatzfunktion)
- ein Schnellstartassistent für einfache Wiederherstellung
- ein Tiefenscan für gründlichere Suche
- sicheres Löschen von Dateien oder Datenspeichern
- Vorschaubild-Anzeige für gefundene Bilder[6]

## Testberichte
Recuva hat von der Website Softpedia 4,4 von 5 Wertungspunkten erhalten. In einem Test von filefree erhielt es die Note ausreichend. Gelobt wurde die sehr gute Datenrettung auf NTFS-Festplatten, bemängelt wurde die Rettung auf FAT-Festplatten sowie auf externen Datenträgern.